# Porto de Regência
Porto de Regência é um terminal marítimo brasileiro localizado no litoral do Espírito Santo no município de Linhares.
O local é administrado pela Petrobras, e é especializado na movimentação de graneis líquidos. O terminal é formado por quadro boias de amarração podendo receber navios de até 13 metros de calado.